# Jänispää
Jänispää är en kulle i Finland.   Den ligger i den ekonomiska regionen Norra Lappland och landskapet Lappland, i den norra delen av landet, 900 km norr om huvudstaden Helsingfors. Toppen på Jänispää är 491 meter över havet, eller 103 meter över den omgivande terrängen. Bredden vid basen är 5,6 km.
Terrängen runt Jänispää är platt åt sydost, men åt nordväst är den kuperad.  Trakten runt Jänispää är nära nog obefolkad, med mindre än två invånare per kvadratkilometer. Det finns inga samhällen i närheten. Omgivningarna runt Jänispää är i huvudsak ett öppet busklandskap.